# ТЕС Каямкулам
9°14′26″ пн. ш. 76°25′43″ сх. д. / 9.24056° пн. ш. 76.42861° сх. д.
ТЕС Каямкулам – теплова електростанція у індійському штаті Керала. Також відома як Електростанція Раджива Ганді.
В 1998 – 1999 роках на майданчику станції став до ладу блок комбінованого парогазового циклу потужністю 350 МВт, в якому дві газові турбіни потужністю по 115,3 МВт живлять через відповідну кількість котлів-утилізаторів одну парову турбіну з показником 119,4 МВт.
Для охолодження використовують воду із річки Ачанковіл.
Станцію спорудили з розрахунку на спалювання суміш легких нафтопродуктів – naphtha (також є цінною нафтохімічною сировиною і використовується установками парового крекінгу). Як наслідок, вироблена електроенергія була дорогою, тому в середині 2010-х розподільча компанія Kerala State Electricity Board (KSEB) відмовилась її закуповувати. В 2021-му KSEB закупила певний обсяг naphtha та постачила його на ТЕС, що дозволило відпрацювати один місяць. Існують плани реанімаціє підприємства шляхом переведення його на природний газ, проте для цього необхідно прокласти трубопровід завдовжки біля сотні кілометрів від терміналу ЗПГ Кочі.